# Tarata (Bolivie)
Tarata est une petite ville du département de Cochabamba, en Bolivie, et le chef-lieu de la province d'Esteban Arce. Sa population s'élevait à 3 323 habitants en 2001.

## Géographie
Tarata est situé dans la municipalité de Tarata, sur les 490 km2 du plateau fertile de l'Alto Valle, à une altitude de 2 766 m, au sud du barrage de La Angostura. Elle est située à 31 km — 36 km par la route — de Cochabamba.
Tarata se trouve dans une zone de transition entre la cordillère des Andes, la cordillère centrale et les basses terres boliviennes.
Les températures moyennes de la région est d'environ 18 °C et varient peu entre 14 °C en juin-juillet et 20 °C en octobre-novembre. Les précipitations annuelles sont d'environ 450 mm, avec une longue saison sèche de mai à septembre (précipitations de 10 mm par mois, et une saison humide de décembre à février avec 90 à 120 mm de précipitations mensuelles.

## Population
La population de Tarata s'élevait à 2 826 habitants au recensement de 1992 et à 3 323 habitants au recensement de 2001.

## Communications
Tarata est situé à 36 km de Cochabamba, la capitale du département. Depuis Cochabamba, une route asphaltée longue de 18 km, la Ruta 7, conduit vers le sud-est au barrage de La Angostura, d'où un chemin de terre également long de 18 km mène plus au sud jusqu'à Tarata.

## Personnalité
- René Barrientos Ortuño (1919-1969) : homme politique bolivien, né à Tarata.